# Badmotorfinger
A Badmotorfinger az amerikai grunge együttes, a Soundgarden harmadik albuma, melyet 1991. október 8-án adtak ki. Az albumot 1992-ben Grammy-díjra jelölték a "Best Metal Performance" kategóriában.

## Számok listája
1. "Rusty Cage" (Chris Cornell) – 4:26

2. "Outshined" (Cornell) – 5:11

3. "Slaves & Bulldozers" (Cornell, Ben Shepherd) – 6:56

4. "Jesus Christ Pose" (Matt Cameron, Cornell, Shepherd, Kim Thayil) – 5:51

5. "Face Pollution" (Cornell, Shepherd) – 2:24

6. "Somewhere" (Shepherd) – 4:21

7. "Searching with My Good Eye Closed" (Cornell) – 6:31

8. "Room a Thousand Years Wide" (Cameron, Thayil) – 4:06

9. "Mind Riot" (Cornell) – 4:49

10. "Drawing Flies" (Cameron, Cornell) – 2:25

11. "Holy Water" (Cornell) – 5:07

12. "New Damage" (Cornell, Thayil, Cameron) – 5:40
A "Rusty Cage" című szám hallható a Grand Theft Auto: San Andreas című játékban.

## Közreműködők
- Chris Cornell - ének
- Kim Thayil – gitár
- Matt Cameron – dob
- Ben Shepherd – basszusgitár
- Scott Granlund – szaxofon ("Room a Thousand Years Wide" és "Drawing Flies" című számokban)
- Ernst Long – trombita ("Face Pollution")
- Damon Stewart – narrátor ("Searching with My Good Eye Closed")
- Terry Date, Soundgarden – producer
- Larry Brewer – mellék producer
- Ron St. Germain – vágás
- Howie Weinberg – hangrögzítés

## Helyezések slágerlistákon
| Év   | Lista                    | Helyezés |
| ---- | ------------------------ | -------- |
| 1992 | US Billboard 200         | 39       |
| 1992 | UK Albums Chart          | 39       |
| 1992 | New Zealand Albums Chart | 49       |
| 1992 | Canadian Albums Chart    | 50       |

| Év   | Kislemezek          | Lista              | Helyezés |
| ---- | ------------------- | ------------------ | -------- |
| 1992 | "Jesus Christ Pose" | Brit kislemezlista | 30       |
| 1992 | "Rusty Cage"        | UK Singles Chart   | 41       |
| 1992 | "Outshined"         | UK Singles Chart   | 50       |

## Elismerések
| Magazin      | Ország             | Elismerés                                                                                     | Év   | Helyezés |
| ------------ | ------------------ | --------------------------------------------------------------------------------------------- | ---- | -------- |
| Guitar World | USA                | "100 Greatest Guitar Albums of All Time/Minden idők 100 legjobb gitáros albuma"               | 2006 | 45       |
| Revolver     | USA                | "The 69 Greatest Metal Albums of All Time/Mindeni dők 69 legjobb metál albuma"                | 2002 | 26       |
| Kerrang!     | Egyesült Királyság | "100 Albums You Must Hear Before You Die/100 album, melyet muszáj hallanod, mielőtt meghalsz" | 1998 | 25       |
| Visions      | Németország        | "The Most Important Albums of the 90s/A legfontosabb albumok a '90-es évekből"                | 1999 | 3        |
| Juice        | Ausztrália         | "The 100 (+34) Greatest Albums of the 90s/ A '90-es évek 100 (+34) legjobb albuma"            | 1999 | 48       |
| The Movement | Új-Zéland          | "The 101 Best Albums of the 90s/101 legjobb album a '90-es évekből"                           | 2004 | 84       |